# 1864
| [ Edytuj tabelę ]                         | |
| Król Polski (tytularny)                   | - 1855 Aleksander II Romanow 1881 |
| Emir Afganistanu                          | - 1863 Szer Ali Chan 1866 |
| Współksiążęta Andory                      | - 1853 Josep Caixal i Estradé 1879 - 1848 Karol Ludwik Napoleon Bonaparte 1870                                                         |
| Prezydent Argentyny                       | - 1862 gen. Bartolomé Mitre 1868 |
| Cesarz Austrii                            | - 1848 Franciszek Józef I 1916 |
| Król Bawarii                              | - 1848 Maksymilian II 1864 - 1864 Ludwik II 1886                                                                                       |
| Król Belgów                               | - 1831 Leopold I 1865 |
| Premier Belgii                            | - 1857 Charles Rogier 1868 |
| Prezydent Boliwii                         | - 1861 José María de Achá 1864 - 1864 Mariano Melgarejo 1871                                                                           |
| Cesarz Brazylii                           | - 1831 Pedro II 1889 |
| Sułtan Brunei                             | - 1852 Abdul Momin 1885 |
| Prezydent Chile                           | - 1861 José Joaquín Pérez 1871 |
| Cesarz Chin                               | - 1861 Tongzhi 1875 |
| Król Czech                                | - 1848 Franciszek Józef I 1916 |
| Król Danii                                | - 1863 Chrystian IX 1906 |
| Premier Danii                             | - 1863 Ditlev Gothard Monrad 1864 - 1864 Christian Albrecht Bluhme 1865                                                                |
| Dalajlama                                 | - 1857 Trinlej Gjaco 1875 |
| Władca Egiptu                             | - 1863 Isma’il Pasza 1879 |
| Premier Egiptu                            | - 1861 Zulfikar Pasza 1864 - 1864 Raghib Pasza 1866                                                                                    |
| Prezydent Ekwadoru                        | - 1859 Gabriel García Moreno 1865 |
| Cesarz Etiopii                            | - 1855 Teodor II 1868 |
| Cesarz Francuzów                          | - 1852 Napoleon III 1870 |
| Król Grecji                               | - 1863 Jerzy I 1913 |
| Prezydent Gwatemali                       | - 1851 Rafael Carrera y Turcios 1865                                                                                                   |
| Prezydent Haiti                           | - 1859 Fabre Geffrard 1867 |
| Król Hawajów                              | - 1863 Kamehameha V 1872 |
| Król Hiszpanii                            | - 1833 Izabela II 1868 |
| Król Holandii                             | - 1849 Wilhelm III 1890 |
| Premier Holandii                          | - 1862 Johan Rudolph Thorbecke 1866 |
| Prezydent Hondurasu                       | - 1863 Francisco Inestroza (p.o.) 1864 - 1864 José María Medina 1872                                                                   |
| Szach Iranu                               | - 1848 Naser ad-Din Szah 1896 |
| Król Irlandii                             | - 1837 Wiktoria Hanowerska 1901 |
| Cesarz Japonii                            | - 1846 Kōmei 1866 |
| Kalif                                     | - 1861 Abdülaziz 1876 |
| Emir Kataru                               | - 1847 Muhammad ibn Sani 1878 |
| Prezydent Kolumbii                        | - 1863 gen. Tomás Cipriano de Mosquera 1864 - 1864 Juan Agustín Uricoechea 1864 - 1864 Manuel Murillo Toro 1866                        |
| Patriarcha Konstantynopola                | - 1863 Sofroniusz III 1866 |
| Władca Korei                              | - 1863 Kojong 1907 |
| Prezydent Kostaryki                       | - 1863 Jesús Jiménez Zamora 1866 |
| Emir Kuwejtu                              | - 1859 Sabah II 1866 |
| Prezydent Liberii                         | - 1856 Stephen Allen Benson 1864 - 1864 Daniel Bashiel Warner 1868                                                                     |
| Książę Liechtensteinu                     | - 1858 Jan II Dobry 1929 |
| Wielki książę Luksemburga                 | - 1849 Wilhelm III 1890 |
| Premier Luksemburga                       | - 1860 Baron de Tornaco 1867 |
| Sułtan Maroka                             | - 1859 Muhammad IV 1873 |
| Prezydent Meksyku                         | - 1863 Juan Nepomuceno Almonte 1864 |
| Książę Monako                             | - 1856 Karol III 1889 |
| Król Nawarry                              | - 1848 Napoleon I 1870 |
| Król Nepalu                               | - 1847 Surendra 1881 |
| Premier Nepalu                            | - 1857 Jang Bahadur Rana 1877 |
| Prezydent Nikaragui                       | - 1857 Tomás Martínez 1867 |
| Król Norwegii                             | - 1859 Karol IV 1872 |
| Premier Nowej Zelandii                    | - 1863 Frederick Whitaker 1864 - 1864 Frederick Weld 1865                                                                              |
| Sułtan Omanu                              | - 1856 Suwajni ibn Sa’id 1866 |
| Papież                                    | - 1846 Pius IX 1878 |
| Prezydent Paragwaju                       | - 1862 Francisco Solano López 1870 |
| Prezydent Peru                            | - 1863 Juan Antonio Pezet 1865 |
| Król Portugalii                           | - 1861 Ludwik 1889 |
| Król Prus                                 | - 1861 Wilhelm I 1888 |
| Car Rosji                                 | - 1855 Aleksander II 1881 |
| Książę Rumunii                            | - 1859 Aleksander Jan Cuza 1866 |
| Premier Rumunii                           | - 1863 Mihail Kogălniceanu 1865 |
| Król Saksonii                             | - 1854 Jan Wettyn 1873 |
| Prezydent Salwadoru                       | - 1863 Francisco Dueñas 1871 |
| Kapitanowie Regenci San Marino            | - 1863 Giuseppe Filippi Francesco Casali 1864 - 1864 Gaetano Belluzzi Pietro Righi 1864 - 1864 Palamede Malpeli Pasquale Marcucci 1865 |
| Książę Serbii                             | - 1860 Michał Obrenowić 1868 |
| Prezydent Skonfederowanych Stanów Ameryki | - 1861 Jefferson Davis 1865 |
| Prezydent Szwajcarii                      | - 1864 Jakob Dubs 1864 |
| Król Szwecji                              | - 1859 Karol XV 1872 |
| Król Tajlandii                            | - 1851 Mongkut 1868 |
| Sułtan Turków                             | - 1861 Abdülaziz 1876 |
| Prezydent Urugwaju                        | - 1860 Bernardo Berro 1864 - 1864 Atanasio Aguirre (p.o.) 1865                                                                         |
| Prezydent USA                             | - 1861 Abraham Lincoln 1865 |
| Prezydent Wenezueli                       | - 1863 Juan Crisóstomo Falcón 1868 |
| Król Węgier                               | - 1848 Franciszek Józef I 1916 |
| Monarcha Wielkiej Brytanii                | - 1837 Wiktoria 1901 |
| Premier Wielkiej Brytanii                 | - 1859 Henry Temple 1865 |
| Cesarz Wietnamu                           | - 1847 Tự Đức 1883 |
| Król Włoch                                | - 1861 Wiktor Emanuel II 1878 |

Rok 1864 / MDCCCLXIV
stulecia: XVIII wiek ~
XIX wiek ~
XX wiek

dziesięciolecia:
1830–1839 •
1840–1849 •
1850–1859 •
1860–1869
• 1870–1879
• 1880–1889
• 1890–1899

lata: 1854 «
1859 «
1860 «
1861 «
1862 «
1863 «
1864
» 1865
» 1866
» 1867
» 1868
» 1869
» 1874

## Wydarzenia w Polsce
- 11 stycznia – na placu Łukiskim w Wilnie został z rozkazu Murawjowa rozstrzelany przez Rosjan działacz powstańczy Tytus Dalewski, jesienią 1863 r. kierujący pracami rządu cywilnego na Litwie.
- 21 lutego – powstanie styczniowe: porażka wojsk powstańczych w bitwie o Opatów.
- 23 lutego – Ludwik Zwierzdowski – oficer służący w armii rosyjskiej, który na wieść o wybuchu powstania styczniowego przystał do powstańców, został powieszony przez Rosjan.
- 2 marca – ogłoszono dekret cara Aleksandra II o uwłaszczeniu chłopów w Królestwie Polskim.
- 10 marca – dyrektor Wydziału Spraw Wewnętrznych Rządu Narodowego, architekt Rafał Krajewski został aresztowany przez Rosjan.
- 10/11 kwietnia – nocą Rosjanie aresztowali Romualda Traugutta, ostatniego dyktatora powstania styczniowego.
- 15 kwietnia – zniesiono pańszczyznę w Królestwie Polskim w ramach carskiego ukazu o uwłaszczeniu chłopów.
- 20 kwietnia – powstanie styczniowe: utworzono Rząd Narodowy Bronisława Brzezińskiego.
- 22 kwietnia – powstanie styczniowe: bitwa pod Tarnogórą.
- 1 maja – powstanie styczniowe: bitwa pod Zamościem.
- 5 sierpnia – stracono Romualda Traugutta i jego towarzyszy: Rafała Krajewskiego, Józefa Toczyskiego, Romana Żulińskiego i Jana Jeziorańskiego.
- 8 listopada – cesarz Aleksander II Romanow wydał ukaz kasacyjny, na mocy którego spośród 155 klasztorów męskich z 1635 zakonnikami i 42 klasztorów żeńskich do likwidacji przeznaczono 110 klasztorów męskich i 4 żeńskie, z tego 39 za udział w powstaniu styczniowym, a 71 z powodu niewielkiej liczby zakonników (poniżej 8); zlikwidowano większość klasztorów w Królestwie Polskim.
- 10 listopada – Jarosław Dąbrowski został skazany na 15 lat zesłania na Syberię.
- 21 listopada – Jan Matejko ożenił się z Teodorą Giebułtowską.
- 22 listopada – ukończono budowę Mostu Kierbedzia w Warszawie.
- Na terenie Królestwa Polskiego nakazano właścicielom ziemskim, którzy byli podejrzani o udział w powstaniu styczniowym, sprzedanie majątków Rosjanom w ciągu dwóch lat.
- Wprowadzono reformę szkolnictwa na terenie Królestwa Polskiego, której celem była planowa rusyfikacja Polaków.
- W całej Galicji ogłoszono stan oblężenia. Zakazano posiadania broni i amunicji, odbywania zgromadzeń, wspomagania zbiegów. Cudzoziemcy musieli uzyskiwać pozwolenia na pobyt, a wielu przebywających w Krakowie wydalono.

## Wydarzenia na świecie
- 1 lutego – wybuchła wojna duńska (1864), w wyniku której Austria i Prusy zajęły księstwa Szlezwika oraz Holsztynu.
- 17 lutego – wojna secesyjna: na redzie portu Charleston, okręt podwodny konfederatów „H.L. Hunley”, przeprowadził pierwszy w dziejach udany atak na okręt wroga; należący do floty Unii USS „Housatonic”. W wyniku starcia obie jednostki zatonęły.
- 20 lutego – wojna secesyjna: zwycięstwo konfederatów w bitwie pod Olustee.
- 5 marca – pierwszy w historii mecz lekkoatletyczny (drużyny uniwersytetów Oxford i Cambridge). Rozegrano w nim 6 konkurencji biegowych i 2 techniczne (w biegach na 100 i 400 y triumfował B.S. Darbyshire).
- 11 marca – ponad 250 osób zginęło po przerwaniu zapory wodnej pod angielskim Sheffield.
- 22 marca – w Genewie zawarto konwencję w sprawie polepszenia losu rannych żołnierzy wszystkich stron walczących w konfliktach zbrojnych.
- 25 marca – wojna secesyjna: zwycięstwo konfederatów w bitwie pod Paducah.
- 29 marca – Wielka Brytania przekazała Grecji Wyspy Jońskie.
- 8 kwietnia – wojna secesyjna: zwycięstwo konfederatów w bitwie pod Mansfield.
- 10 kwietnia – Maksymilian I Habsburg został cesarzem Meksyku.
- 12 kwietnia – wojna secesyjna: zwycięstwo konfederatów w bitwie pod Fort Pillow w Tennessee.
- 14 kwietnia – wojna Chile i Peru z Hiszpanią: hiszpańska eskadra zajęła peruwiańskie wyspy Chincha z bogatymi złożami guana, przynoszącymi ok. 60% dochodów gospodarki peruwiańskiej.
- 18 kwietnia – wojna duńska: zwycięstwo wojsk prusko-austriackich nad duńskimi w bitwie pod Dybbøl.
- 22 kwietnia – Kongres USA przyjął ustawę Coinage Act, w wyniku której na amerykańskich środkach płatniczych pojawiła się dewiza In God we trust.
- 2 maja – brytyjski astronom Norman Robert Pogson odkrył planetoidę (80) Sappho.
- 6 maja – wojna secesyjna: nierozstrzygnięta bitwa w dziczy.
- 7 maja – wojna secesyjna: rozpoczęła się bitwa pod Rocky Face Ridge.
- 8 maja – wojna secesyjna: w bitwie pod Spotsylvanią wojska Północy pod dowództwem generała Ulyssesa Granta pokonały wojska Południa dowodzone przez generała Roberta Lee.
- 9 maja:
  - wojna prusko-duńska: taktyczne zwycięstwo floty duńskiej w bitwie pod Helgolandem.
  - wojna secesyjna: nierozstrzygnięta bitwa nad Swift Creek w Wirginii.
- 11 maja – wojna secesyjna: zwycięstwo wojsk Unii w bitwie pod Yellow Tavern.
- 12 maja – zawarto zawieszenie broni w wojnie prusko-duńskiej.
- 13 maja – wojna secesyjna: taktycznym zwycięstwem wojsk Unii zakończyła się bitwa pod Rocky Face Ridge.
- 14 maja – we Francji spadł meteoryt Orgueil.
- 16 maja – wojna secesyjna: zwycięstwo wojsk Unii w bitwie pod Mansurą.
- 17 maja:
  - premierowe wykonanie hymnu Norwegii.
  - wojna secesyjna: zwycięstwo wojsk Unii w bitwie pod Adairsville.
- 20 maja – wojna secesyjna: zwycięstwo konfederatów w bitwie pod Ware Bottom Church.
- 21 maja – wojna secesyjna: zakończyła się nierozstrzygnięta bitwa pod Spotsylvanią.
- 27 maja – wojna secesyjna: doszło do bitwy pod Pickett’s Mill w której zwyciężyli Konfederaci.
- 28 maja – brytyjski protektorat Zjednoczone Kraje Wysp Jońskich został przyłączony do Grecji.
- 31 maja – wojna secesyjna: rozpoczęła się bitwa pod Cold Harbor.
- 1 czerwca – otwarto pierwszą w Szwajcarii linię kolejową Zurych-Zug.
- 5 czerwca – wojna secesyjna: zwycięstwo wojsk Unii w bitwie pod Piedmontem.
- 12 czerwca – wojna secesyjna: zwycięstwo wojsk Unii w bitwie pod Cynthianą i Konfederatów w bitwie pod Cold Harbor.
- 17 czerwca – wojna secesyjna: rozpoczęła się bitwa pod Lynchburgiem w Wirginii.
- 18 czerwca – wojna secesyjna: na terenie stanu Wirginia Konfederaci odnieśli zwycięstwa w bitwie pod Lynchburgiem i bitwie pod Petersburgiem.
- 25 czerwca – Karol I został królem Wirtembergii.
- 27 czerwca – wojna secesyjna: zwycięstwo Konfederatów w bitwie pod Kennesaw Mountain.
- 29 czerwca:
  - w największej w historii Kanady katastrofie pociągu pasażerskiego na linii Quebec-Montreal zginęło 99 osób, a około 100 zostało rannych. Wśród ofiar było wielu polskich i niemieckich emigrantów.
  - wojna prusko-duńska: wojska pruskie dokonały desantu na wyspę Alsen.
- 3 lipca – Ziemia została opasana kablem telegraficznym.
- 9 lipca – wojna secesyjna: zwycięstwo konfederatów w bitwie nad Monocacy.
- 14 lipca – w Montanie odkryto złoża złota.
- 15 lipca – Alfred Nobel otrzymał patent na nitroglicerynę.
- 19 lipca – powstanie tajpingów: chińskie wojska rządowe zdobyły stolicę powstańców Nankin, dokonując w ciągu następnych 3 dni rzezi 100 tys. osób.
- 22 lipca – wojna secesyjna: konfederaci ponieśli klęskę w bitwie pod Atlantą.
- 28 lipca – wojna secesyjna: stoczono bitwę pod Ezra Church.
- 30 lipca – wojna secesyjna: zwycięstwo konfederatów w tzw. bitwie o krater, w trakcie oblężenia Petersburga.
- 5 sierpnia – wojna secesyjna: zwycięstwo Unii w bitwie w zatoce Mobile.
- 22 sierpnia – podpisano konwencję w sprawie polepszenia losu rannych żołnierzy podczas konfliktów zbrojnych. Powstał Czerwony Krzyż.
- 31 sierpnia – wojna secesyjna: rozpoczęła się bitwa pod Jonesborough.
- Sierpień – początek wojny domowej w Japonii (klan Chōshū atakuje Kioto).
- 1 września – rozpoczęła się konferencja w Charlottetown, na której podjęto wstępne decyzje w celu utworzenia Konfederacji Kanady.
- 15 września – podpisano francusko-włoską konwencję wrześniową.
- 28 września – w Londynie powołano Międzynarodowe Stowarzyszenie Robotników (Pierwsza Międzynarodówka).
- 5 października – Kalkuta: 60 tys. osób zginęło po uderzeniu cyklonu.
- 19 października – rabunek w St. Albans.
- 27 października – zakończyła się konferencja w Quebecu dotycząca utworzenia konfederacji Kanady.
- 30 października – zawarcie kończącego wojnę duńską traktatu pokojowego w Wiedniu
- 31 października – Nevada przystąpiła do USA jako 36. stan.
- 4 listopada – wojna secesyjna: bitwa pod Johnsonville, wojska konfederatów zniszczyły jedną z baz unionistów; wartość strat oszacowano na miliony dolarów amerykańskich.
- 11 listopada – wojna secesyjna: na rozkaz generała Williama Shermana wojska Unii spaliły zdobytą we wrześniu Atlantę.
- 12 listopada – wybuchła wojna brytyjsko-bhutańska.
- 15 listopada – wojna secesyjna: William Sherman, generał wojsk Unii, po spaleniu zdobytej stolicy Georgii Atlanty (scena uwieczniona w filmie Przeminęło z wiatrem) rozpoczął marsz ku morzu, stosując taktykę „spalonej ziemi”.
- 29 listopada – wojny z Indianami: oddziały milicji z Kolorado, dowodzone przez Johna M. Chivingtona dokonały masakry około 150 mieszkańców wioski z plemion Szejenów i Arapahów nad strumieniem Sand Creek.
- 8 grudnia:
  - papież Pius IX wydał encyklikę Quanta cura, potępiającą m.in. rozdział Kościoła od państwa, wolność sumienia oraz polityczny liberalizm.
  - w Bristolu otwarto Clifton Suspension Bridge.
- 15–16 grudnia – wojna secesyjna: stoczono bitwę pod Nashville.
- 23 grudnia:
  - zakończył się proces berliński polskich działaczy niepodległościowych z Wielkopolski.
  - ukazał się pierwszy numer szwedzkiego dziennika Dagens Nyheter.
- W Rumunii miał miejsce zamach stanu dokonany przez księcia Aleksandra Kuzy.
- Svend Foyn opatentował działo harpunnicze.

## Urodzili się
- 1 stycznia:
  - Joseph Bédier, francuski mediewista, pisarz, krytyk literacki, wydawca m.in. Dziejów Tristana i Izoldy oraz Pieśni o Rolandzie, członek Académie française (zm. 1938)
  - Qi Baishi, chiński malarz (zm. 1957)
  - Alfred Stieglitz, amerykański fotografik (zm. 1946)
- 2 stycznia – Lucía Zárate, Meksykanka, najlżejsza osoba na świecie (zm. 1890)
- 4 stycznia – Thomas Shanahan, irlandzki rugbysta (zm. 1907)
- 8 stycznia – Julie Wolfthorn, niemiecka malarka, grafik (zm. 1944)
- 9 stycznia – Isaburō Yamada, japoński biznesmen, przedsiębiorca i wynalazca (zm. 1913)
- 11 stycznia – Thomas F.Dixon Junior, amerykański pisarz i scenarzysta (zm. 1946)
- 13 stycznia – Wilhelm Wien, niemiecki fizyk (zm. 1928)
- 14 stycznia – Charles Reid, szkocki rugbysta (zm. 1909)
- 24 stycznia – Andrzej Niemojewski, polski pisarz (zm. 1921)
- 29 stycznia – Franciszek Henryk Nowicki, polski poeta, taternik, działacz polityczny, projektodawca Orlej Perci (zm. 1935)
- 1 lutego – Thomas Pryce-Jenkins, walijski rugbysta i lekarz (zm. 1922)
- 2 lutego – Maria Rodziewiczówna, polska pisarka (zm. 1944)
- 15 lutego – Bronisław Koraszewski, polski działacz społeczny Śląska Opolskiego (zm. 1924)
- 17 lutego – Jozef Murgaš, słowacki duchowny katolicki, wynalazca w dziedzinie telegrafii bezprzewodowej i radiokomunikacji (zm. 1929)
- 22 lutego – Jules Renard, francuski pisarz (zm. 1910)
- 24 lutego – Stanisław Karpowicz, polski pedagog, publicysta, encyklopedysta (zm. 1921)
- 29 lutego – Alice Davenport, amerykańska aktorka(zm. 1936)
- 15 marca – Reginald Morrison, australijski lekarz i edukator, sportowiec (zm. 1941)
- 19 marca:
  - Bernardinus Klumper, holenderski franciszkanin, generał zakonu, prawnik (zm. 1931)
  - Charles Marion Russell, amerykański malarz, rzeźbiarz, pisarz (zm. 1926)
- 27 marca:
  - Marian Leon Fulman, polski duchowny katolicki, biskup lubelski (zm. 1945)
  - Augustyna Pietrantoni, włoska zakonnica, święta katolicka (zm. 1894)
- 28 marca – Gyula Dőri, węgierski taternik (zm. 1918)
- 10 kwietnia – Eugen d’Albert, niemiecki kompozytor (zm. 1932)
- 21 kwietnia – Max Weber, niemiecki socjolog, historyk, ekonomista, prawnik, religioznawca i teoretyk polityki (zm. 1920)
- 5 maja – Maria Kerguin, francuska misjonarka, męczennica, święta katolicka (zm. 1900)
- 16 maja – Honorata Leszczyńska, polska aktorka teatralna (zm. 1937)
- 17 maja – Jerzy Rabcewicz, polski inżynier i generał (zm. 1930)
- 11 czerwca – Richard Strauss, niemiecki kompozytor i dyrygent (zm. 1949)
- 24 czerwca – Leopold z Alpandeire, hiszpański kapucyn, błogosławiony katolicki (zm. 1956)
- 3 lipca – Maxwell Carpendale, irlandzki rugbysta (zm. 1941)
- 5 lipca – Stephan Krehl, niemiecki kompozytor, pedagog i teoretyk muzyki (zm. 1924)
- 10 lipca – Antoni Szlagowski, polski duchowny katolicki, biskup pomocniczy warszawski (zm. 1956)
- 13 lipca – Henryk Ferdynand Hoyer, polski biolog (zm. 1947)
- 17 lipca – Franciszek Latinik, generał dywizji Wojska Polskiego (zm. 1949)
- 18 lipca – Ricarda Huch, niemiecka pisarka, historyk i filozof (zm. 1947)
- 22 lipca – Józef Maria Rubio Peralta, hiszpański jezuita, święty katolicki (zm. 1929)
- 24 lipca – Frank Wedekind, niemiecki pisarz i aktor (zm. 1918)
- 25 lipca – Józef Teodorowicz, polski arcybiskup lwowski obrządku ormiańskiego, teolog, polityk (zm. 1938)
- 9 sierpnia – Roman Dmowski, polski działacz niepodległościowy i polityk (zm. 1939)
- 17 sierpnia – Robert Foligny Broussard, amerykański prawnik, polityk, senator ze stanu Luizjana (zm. 1918)
- 26 sierpnia – Anna Jelizarowa-Uljanowa, rosyjska działaczka rewolucyjna, polityk (zm. 1935)
- 27 sierpnia – Helena Patursson, pierwsza, farerska pisarka i feministka (zm. 1916)
- 8 września – Stefan Tomaszewski, polski prawnik, działacz społeczny (zm. 1924)
- 1 października – Franciszek Stateczny, teolog katolicki, zwolennik socjalizmu (zm. 1921)
- 5 października – Louis Jean Lumière, francuski wynalazca, jeden z pionierów kinematografii (zm. 1948)
- 9 października – Maud Watson, brytyjska tenisistka, pierwsza zwyciężczyni Wimbledonu (zm. 1946)
- 12 października – Charles Tillie, irlandzki rugbysta (zm. 1908)
- 14 października – Stefan Żeromski, polski pisarz (zm. 1925)
- 27 października – Maria Teresa Casini, włoska zakonnica, założycielka Oblatek Najświętszego Serca Jezusa, błogosławiona katolicka (zm. 1937)
- 29 października – Edward Pöschek, generał brygady Wojska Polskiego (zm. 1929)
- 9 listopada – Dmitrij Iwanowski (ros. Дмитрий Иосифович Ивановский), botanik i mikrobiolog rosyjski, odkrywca wirusów (zm. 1920)
- 12 listopada – Paweł Bori Puig, hiszpański jezuita, męczennik, błogosławiony katolicki (zm. 1936)
- 16 listopada – Gertrude Woodcock Seibert, amerykańska poetka, autorka tekstów wielu pieśni Badaczy Pisma Świętego (zm. 1928)
- 24 listopada – Henri de Toulouse-Lautrec, francuski malarz i grafik, przedstawiciel postimpresjonizmu (zm. 1901)
- 25 listopada – Joseph Chambers, irlandzki rugbysta, sędzia sportowy (zm. 1935)
- 5 grudnia:
  - Wincenty Arnold, polski biochemik (zm. 1942)
  - Róża od Matki Bożej Dobrej Rady Pedret Rull, hiszpańska karmelitanka miłosierdzia, męczennica, błogosławiona (zm. 1936)
- 8 grudnia:
  - Camille Claudel, francuska rzeźbiarka (zm. 1943)
  - Willoughby Hamilton, irlandzki tenisista, zwycięzca Wimbledonu
- 10 grudnia – Carl Hellström, szwedzki żeglarz, medalista olimpijski (zm. 1962)
- 16 grudnia – Eino Sandelin, fiński żeglarz, medalista olimpijski (zm. 1937)
- 26 grudnia – Karol Niedoba, polski malarz, nauczyciel i pedagog, związany ze Śląskiem Cieszyńskim (zm. 1947)
- 29 grudnia – Joan Baptista Benlloch i Vivó, hiszpański duchowny katolicki, biskup i zarazem współksiążę episkopalny Andory (zm. 1926)
- 31 grudnia – Robert Grant Aitken, amerykański astronom (zm. 1951)

data dzienna nieznana: 
- Józef Tatar, góral, przewodnik tatrzański, gajowy (zm. po 1922)
- Teresa Zhang He, chińska męczennica, święta katolicka (zm. 1900)

## Święta ruchome
- Tłusty czwartek: 4 lutego
- Ostatki: 9 lutego
- Popielec: 10 lutego
- Niedziela Palmowa: 20 marca
- Wielki Czwartek: 24 marca
- Wielki Piątek: 25 marca
- Wielka Sobota: 26 marca
- Wielkanoc: 27 marca
- Poniedziałek Wielkanocny: 28 marca
- Wniebowstąpienie Pańskie: 5 maja
- Zesłanie Ducha Świętego: 15 maja
- Boże Ciało: 26 maja